# Fischmädchenbrunnen

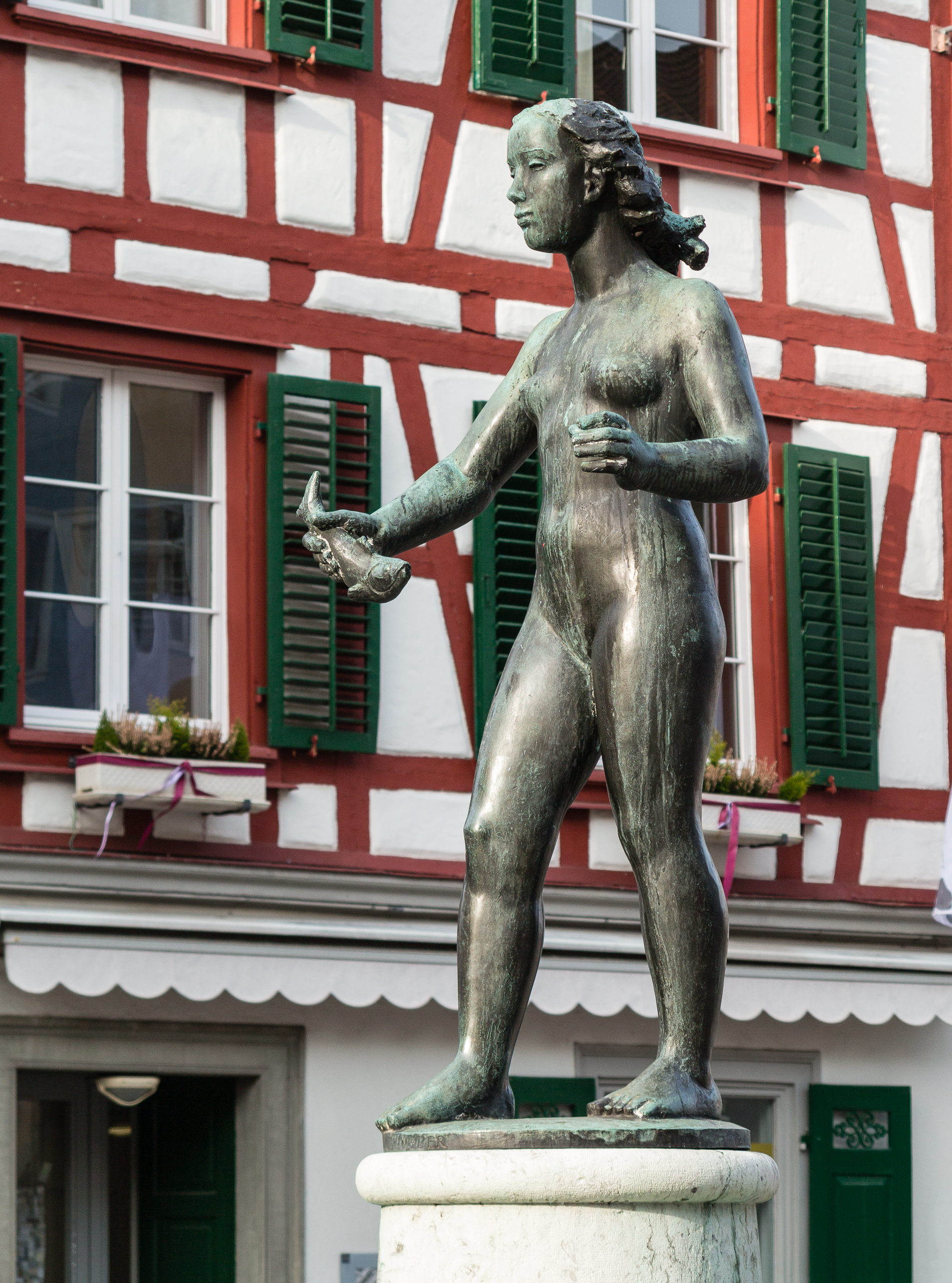
Fischermädchen(brunnen)

Der Fischmädchenbrunnen (auch Fischermädchenbrunnen, zürichdeutsch Fisch(er)meitlibrunne) ist ein Zierbrunnen auf der Steinberggasse in der Altstadt von Winterthur im Schweizer Kanton Zürich. Der Brunnentrog und der Brunnenstock stammen aus dem Jahr 1861, die Bronzeplastik von Max Reinhold Weber wurde 1938 hinzugefügt.

## Geschichte
Der Brunnentrog stand ursprünglich mit einer anderen Figur seit 1861 bei der Villa «Wehntal». Diese hatte Salomon Volkart 1856 nach Plänen von Leonhard Zeugheer im Osten der Altstadt errichten lassen. Der Prachtbau diente zunächst als Geschäftssitz des Handelshauses «Gebrüder Volkart», ab 1864 als Wohnhaus. Als die Villa 1929–1931 dem neuen Verwaltungsgebäude der Winterthur Versicherungen (heute Axa Versicherungen) Platz machen musste, wurde der Brunnen ausrangiert und im «Stadtschopf» zwischengelagert. Zu einem unbekannten Zeitpunkt wurde er, noch figurenlos, an die Steinberggasse verlegt.
Seit der Entfernung der frühneuzeitlichen Brunnen wie des «Justitia-» und des «Fortunabrunnens» in den 1870er Jahren besass die Winterthurer Altstadt keine Figurenbrunnen und überhaupt keine grösseren Brunnen mehr. Umso grösser war der Wunsch in der Bevölkerung nach einem neuen «Monumentalbrunnen». Als krönender Abschluss wurde eine Bronzeplastik des Genfers Max Reinhold Weber (1897–1982) ausersehen. Dieser befand sich damals auf dem Höhepunkt seines Schaffens: 1836 hatte er die Schweiz an der 20. Biennale von Venedig und 1837 an der Weltfachausstellung Paris vertreten. Die Kosten für die Plastik übernahm der Kaufmann Carl Heinrich Ernst zum Schneeberg (1879–1952), ein «durch seine stets gerne helfende Hand […] bekannte[r] Mitbürger aus altem Winterthurer Geschlecht». Dass er dabei nicht ganz uneigennützig gehandelt haben dürfte, bezeugt der Name, mit dem der Brunnen «im Volksmund» sogleich bedacht wurde, «aus irgendeinem Grunde» nannte man ihn nämlich «Amnestiebrunnen». Im Juni 1938 wurde die Figur aufgestellt. Der Winterthurer Stadtrat unter Präsident Hans Widmer sprach zum Schneeberg sogleich offiziell seinen Dank für die Stiftung aus.
Als Donald Judd 1991 mit der Neugestaltung der Steinberggasse beauftragt wurde, wollte er den «Fischmädchenbrunnen» nicht ersetzen, sondern integrierte ihn in sein Konzept. Für die drei Judd-Brunnen orientierte er sich an der ovalen Form des Beckens des bereits bestehenden Brunnens und legte sie in einer Linie mit diesem an. Im Mai und Juni 2022 wurde der «Fischmädchenbrunnen» saniert. Trog und Stock wurden ausgeschliffen und geflickt, die Statue wurde gereinigt.

## Beschreibung
Der ovale Brunnentrog besteht aus lichtgrauem Solothurner Kalkstein («Solothurner Marmor»), aus dem auch der Fassadensockel des Bundeshauses gefertigt ist. Das Gestein weist ungleichmässig verteilte Spiralschnecken auf. Es wird mittlerweile nicht mehr abgebaut. Der Brunnenstock erhebt sich mittig aus dem Trog. Das Wasser entfliesst zwei leicht divergierenden Röhren.
Die 1,70 Meter hohe Bronzeplastik zeigt ein nacktes, leicht ausschreitendes Mädchen. In seiner Rechten hält es einen Fisch, seine Linke ist «staunend und zugleich griffbereit» erhoben.